# Sumner County (Kansas)
Sumner County ist ein County im Bundesstaat Kansas der Vereinigten Staaten. Der Verwaltungssitz (County Seat) ist Wellington. Das U.S. Census Bureau hat bei der Volkszählung 2020 eine Einwohnerzahl von 22.382 ermittelt.

## Geographie
Das County liegt im Südosten von Kansas, grenzt im Süden an Oklahoma und hat eine Fläche von 3069 Quadratkilometern, wovon acht Quadratkilometer Wasserfläche sind. Es grenzt in Kansas im Uhrzeigersinn an folgende Countys: Sedgwick County, Butler County, Cowley County, Harper County und Kingman County.

## Geschichte
Sumner County wurde 1873 gebildet. Benannt wurde es nach Charles Sumner, einem Gegner der Sklaverei und US-Senator für Massachusetts. Im Jahr 1887 wurde Susanna Madora Salter zur Bürgermeisterin von Argonia gewählt und war somit die erste Frau in diesem Amt in den USA.
11 Bauwerke und Stätten des Countys sind im National Register of Historic Places eingetragen (Stand 30. August 2017).

## Demografische Daten

Alterspyramide des Sumner Countys (Stand: 2000)

Nach der Volkszählung im Jahr 2000 lebten im Sumner County 25.946 Menschen. Davon wohnten 408 Personen in Sammelunterkünften, die anderen Einwohner lebten in 9888 Haushalten und 7089 Familien. Die Bevölkerungsdichte betrug 8 Einwohner pro Quadratkilometer. Ethnisch betrachtet setzte sich die Bevölkerung zusammen aus 94,62 Prozent Weißen, 0,71 Prozent Afroamerikanern, 1,05 Prozent amerikanischen Ureinwohnern, 0,22 Prozent Asiaten, 0,05 Prozent Bewohnern aus dem pazifischen Inselraum und 1,29 Prozent aus anderen ethnischen Gruppen; 2,06 Prozent stammten von zwei oder mehr Ethnien ab. 3,58 Prozent der Bevölkerung waren spanischer oder lateinamerikanischer Abstammung.
Von den 9888 Haushalten hatten 34,5 Prozent Kinder unter 18 Jahren, die mit ihnen gemeinsam lebten. 59,9 Prozent waren verheiratete, zusammenlebende Paare, 8,0 Prozent waren allein erziehende Mütter und 28,3 Prozent waren keine Familien. 25,6 Prozent aller Haushalte waren Singlehaushalte und in 12,4 Prozent lebten Menschen mit 65 Jahren oder darüber. Die Durchschnittshaushaltsgröße betrug 2,58 und die durchschnittliche Familiengröße betrug 3,10 Personen.
28,5 Prozent der Bevölkerung waren unter 18 Jahre alt, 7,5 Prozent zwischen 18 und 24 Jahre, 26,2 Prozent zwischen 25 und 44 Jahre, 22,4 Prozent zwischen 45 und 64 Jahre und 15,5 Prozent waren 65 Jahre alt oder älter. Das Durchschnittsalter betrug 38 Jahre. Auf 100 weibliche Personen kamen 96,8 männliche Personen. Auf 100 Frauen im Alter von 18 Jahren und darüber kamen 93,9 Männer.
Das jährliche Durchschnittseinkommen eines Haushalts betrug 39.415 USD, das Durchschnittseinkommen einer Familie betrug 46.739 USD. Männer hatten ein Durchschnittseinkommen von 36.616 USD, Frauen 23.020 USD. Das Prokopfeinkommen betrug 18.305 USD. 7,2 Prozent der Familien und 9,5 Prozent der Bevölkerung lebten unterhalb der Armutsgrenze.

## Orte im County
- Adamsville
- Anson
- Argonia
- Ashton
- Belle Plaine
- Bushnell
- Caldwell
- Cicero
- Conway Springs
- Corbin
- Dalton
- Doster
- Drury
- Ewell
- Geuda Springs
- Hunnewell
- Mayfield
- Metcalf
- Milan
- Millerton
- Milton
- Mulvane
- Oxford
- Paton
- Peck
- Perth
- Portland
- Riverdale
- Roland
- Rome
- South Haven
- Suppesville
- Wellington
- Whitman
- Zyba

Townships
- Avon Township
- Belle Plaine Township
- Bluff Township
- Caldwell Township
- Chikaskia Township
- Conway Township
- Creek Township
- Dixon Township
- Downs Township
- Eden Township
- Falls Township
- Gore Township
- Greene Township
- Guelph Township
- Harmon Township
- Illinois Township
- Jackson Township
- London Township
- Morris Township
- Osborne Township
- Oxford Township
- Palestine Township
- Ryan Township
- Seventy-Six Township
- South Haven Township
- Springdale Township
- Sumner Township
- Valverde Township
- Walton Township
- Wellington Township